# Aguadulce (ort)
Aguadulce är en ort i Spanien.   Den ligger i provinsen Provincia de Almería och regionen Andalusien, i den södra delen av landet, 400 km söder om huvudstaden Madrid. Aguadulce ligger 38 meter över havet och antalet invånare är 13 886.
Terrängen runt Aguadulce är kuperad norrut, men åt sydväst är den platt. Havet är nära Aguadulce åt sydost.  Närmaste större samhälle är Roquetas de Mar, 6,7 km sydväst om Aguadulce.